# دهستان زاغه
زاغه دهستانی است از توابع بخش زاغه شهرستان خرم‌آباد در استان لرستان ایران.

## مردم
مردم این دهستان لرتبار و از ایل لر سکوند باجولوند هستند ایل بیرانوندبه زبان لری و لکی  سخن می گویند.

## جمعیت
براساس سرشماری سال ۱۳۸۵ جمعیت آن ۵٬۹۵۱ نفر (۱٬۲۷۲ خانوار) بوده‌است.